# Sultentjärnen (Stensele socken, Lappland)
Sultentjärnen är en sjö i Storumans kommun i Lappland och ingår i Umeälvens huvudavrinningsområde.